# Himalochrysa chinica
Himalochrysa chinica är en insektsart som beskrevs av C.-k. Yang 1987. Himalochrysa chinica ingår i släktet Himalochrysa och familjen guldögonsländor. Inga underarter finns listade i Catalogue of Life.